# Poké Ball

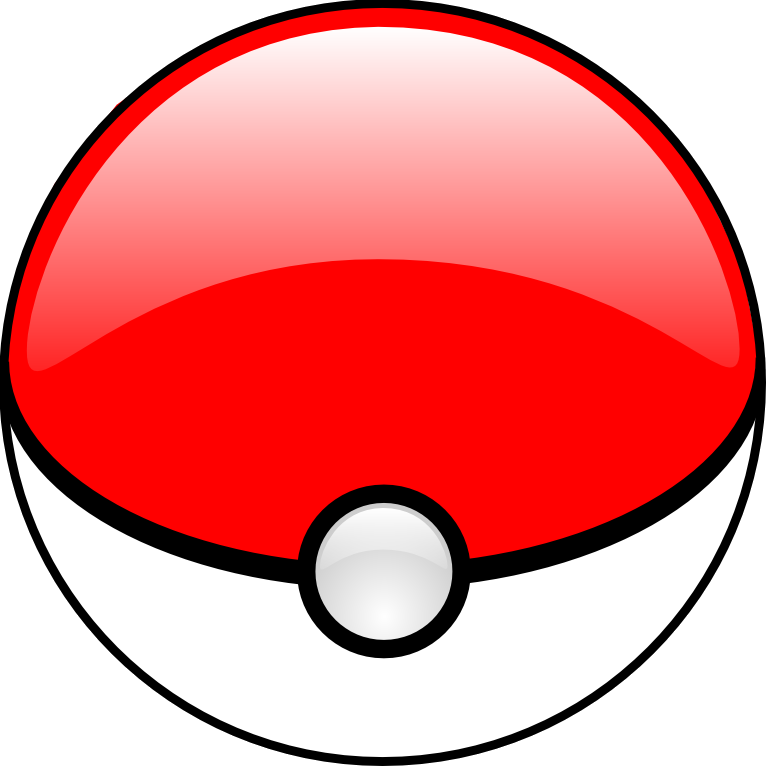
Poké Ball clásica, utilizada como ícono principal de la franquicia Pokémon.

La Poké Ball, conocida en Japón como Monster Ball (Monsutābōru?), Pokéball en España y Pokébola en Hispanoamérica, en el mundo ficticio de anime y videojuegos RPG de Pokémon es un dispositivo esférico que cabe en la palma de la mano usado para capturar y transportar Pokémon. Es además uno de los objetos más importantes para el rol del entrenador Pokémon.
Estos son mantenidos en su interior "descansando" (pero no recuperándose). Hay diferentes clases de Poké Balls, siendo la Master Ball, la más poderosa de todas las balls, capturando un Pokémon salvaje el 100% de las veces.
Su nombre proviene de Pocket Ball, o bola de bolsillo, el cual se debe a su pequeño tamaño o bien del propio nombre de los Pokémon.

## Concepto
El creador de la franquicia Pokémon Satoshi Tajiri de pequeño gustaba recolectar insectos y clasificarlos, dicho concepto lo motivó a llevar una experiencia similar a un videojuego donde capturar criaturas y conocerlas es el objetivo principal. El concepto de portabilidad lo llevó a presentar su idea con el nombre de Capsule Monsters, no obstante Nintendo rechazó la idea de nombre y Satoshi la cambió a Pocket Monsters, que literalmente significa "monstruos de bolsillo" y se abrevia como Pokémon. Las Poké Balls han estado desde el inicio de la franquicia y son el dispositivo que se usa para capturar y cargar consigo a los Pokémon mismos.

## Aspecto externo
De la serie de anime, se puede describir la Poké Ball como una pelota pequeña que se abre en dos mitades, un hemisferio rojo y otro blanco, unidos por una visagra y sellados con un botón blanco, del tamaño de la bola se dice que cabe en el puño de un niño de diez años, lo cual hace estimar su tamaño en unos 4 o 5 centímetros de diámetro. Para cargarlas, un entrenador presiona el botón del centro comprimiendo su tamaño a alrededor de 1 cm de diámetro, lo cual puede cargar en su cinturón.
En las primeras representaciones de los videojuegos no aparecía el botón ni los hemisferios se mantenían unidos por una visagra, separándose completamente ambas mitades al abrirse. 

## Interior
De la serie de anime, se distinguen una serie de espejos internos, los Pokémon se convierten en rayos de energía cuando son almacenados adentro y quedan capturados. No se sabe con certeza lo que sucede con los Pokémon dentro de las Poké Ball, y diversos argumentos y teorías han surgido al respecto. La premisa cierta es que se convierten en energía almacenada dentro de la bola, y que no importa el tamaño del Pokémon, sea pequeño o grande (como Snorlax) siempre pueden ser capturados dentro de una Poké Ball.
Junichi Masuda, desarrollador principal de varios juegos de la franquicia, ha dicho que el interior de las Poké Balls "Es un ambiente muy cómodo, como si fuese un cuarto de baño grande de un hotel de lujo", afirmando su comodidad y entorno agradable. El sitio web CBR desprende del anuncio de Masuda que dentro de las Poké Ball se genera una especie de realidad virtual del agrado específico para cada especie Pokémon, siendo estos un ecosistema perfecto de privacidad y comodidad. No obstante, otras opiniones u observaciones de la serie sugieren que los Pokémon se encuentran aburridos dentro de su esfera, o pierden su estado de consciencia dentro de las Poké Ball, o que se convierten en energía y que eso explicaría el rayo de luz que se aprecia en la serie, además, es un hecho conocido que el Pikachu de Ash Ketchum, protagonista principal de la serie de anime, se niega siempre a entrar en su Poké Ball, lo que podría deberse a la soledad dentro de las mismas.

## Captura
Obtener a todos los Pokémon es uno de los objetivos principales de los videojuegos y la canción de inicio y eslogan de la serie anime ("Atrápalos ya"/"Hazte con todos") incentiva su captura, la cual se hace con este dispositivo. Los Pokémon pueden ser encontrados en diversos ambientes y biomas, como hierba alta, cuevas, mares, pescando, e incluso en diferentes horarios; por otro lado algunas especies también pueden ser obtenidas en eventos especiales como premios o bien mediante intercambio con otro entrenador.
Para capturar un Pokémon, un entrenador debe lanzarle la Poké Ball directamente. Al momento de impactarlo, se abrirá capturándolo con un rayo enérgico y almacenándolo en su interior.  Aunque no es imprescindible luchar previamente contra los Pokémon salvajes es altamente recomendable que dicho Pokémon se encuentre debilitado pero no por completo, también es recomendable que el Pokémon salvaje se encuentre dormido, o envenenado, pues ambas condiciones aumentan las probabilidades de éxito, si no hay captura la misma Poké Ball no puede ser usada nuevamente, por lo que se puede necesitar más de una. En los videojuegos RPGs de consolas portátiles no es posible capturar Pokémon de otros entrenadores, ya que se considera robo.
Existe el mito de que en los videojuegos de la serie principal, presionar ciertos botones aumenta la probabilidad de captura, no obstante el sitio web TheGamer, desmiente dicho mito.
Un Pokémon al ser capturado pasa a obedecer a su captor pues lo reconoce como su entrenador, este puede usar al Pokémon en diferentes circunstancias, siendo las más comunes las batallas o concursos.
Si se captura un Pokemón y el entrenador ya posee seis Pokémon consigo, el Pokémon capturado se envía automáticamente a un sistema de almacenamiento Pokémon. Una vez capturado, se le puede dar un apodo.

## Tipos
Diferentes tipos de Poké Ball tienen diferentes efectos que pueden facilitar la captura bajo determinadas condiciones, o también añadir características particulares al Pokémon capturado.

### Poké Balls de todos los juegos
La siguiente tabla enlista las Poké Ball más comunes, presentes en todos los juegos de la saga principal de la franquicia.
| Poké Ball   | Hispanoamérica            | Inglés      | Descripción |
| ----------- | ------------------------- | ----------- | --- |
| Poké Ball   | Pokébola                  | Poké Ball   | La más básica, disponible en todas las Poké tiendas.Tiene un ratio de captura de 1. |
| Super Ball  | Super Bola                | Great Ball  | Es buena. Tiene más índice de éxito que la Poké Ball.Tiene un ratio de captura de 1,5. Obtenible en Espada y Escudo después de derrotar el primer gimnasio.                                                                                                   |
| Ultra Ball  | Ultra Bola                | Ultra Ball  | Es muy buena. Tiene más índice de éxito que la Super Ball.Tiene un ratio de captura de 2. Muy útil en cualquier situación, disponible en Espada y Escudo al derrotar el quinto gimnasio.                                                                      |
| Master Ball | Bola Maestra o Masterbola | Master Ball | Esta Poké Ball puede capturar siempre al Pokémon, funciona el 100% de las veces, por lo tanto es infalible.Tiene un ratio de captura de 255. Sólo hay una en cada juego (quitando los sorteos de lotería de algunos juegos, en los que era el primer premio). |

### Poké Balls hechas de Bonguris/Apricorns
Estas Poké Balls sólo están disponible en las juegos de Pokémon Oro, Plata y Cristal, para después desaparecer en los siguientes juegos de Game Boy Advance. Reaparecieron en Pokémon HeartGold y SoulSilver al ser remakes de los juegos previamente mencionados, pero no pueden ser intercambiadas a Pokémon Diamante, Perla ni Platino. Además, todo Pokémon que sea capturado con una de estas y sea transferido a dichas ediciones, aparte de aparecer que fue capturado en una Tierra Distante, aparecerá capturado con una Poké Ball estándar.
| Poké Ball  | Hispanomaérica | Inglés      | Descripción                                                             | Color del Bonguri |
| ---------- | -------------- | ----------- | ----------------------------------------------------------------------- | ----------------- |
| Rapid Ball | Bola Rápida    | Fast Ball   | Funciona mejor con Pokémon de mayor velocidad.                          | Blanco            |
| Amigo Ball | Bola Amiga     | Friend Ball | Aumenta la característica de amistad del Pokémon con su entrenador.     | Verde             |
| Peso Ball  | Bola Pesada    | Heavy Ball  | Funciona mejor con Pokémon de mayor peso.                               | Negro             |
| Nivel Ball | Bola de Nivel  | Level Ball  | Funciona mejor con los Pokémon de menor nivel.                          | Rojo              |
| Amor Ball  | Bola de Amor   | Love Ball   | Funciona mejor con los Pokémon del sexo opuesto.                        | Rosa              |
| Cebo Ball  | Bola Anzuelo   | Lure Ball   | Funciona mejor con los Pokémon que se pescan.                           | Azul              |
| Luna Ball  | Bola Lunar     | Moon Ball   | Funciona mejor con los Pokémon que evoluciona mediante la Piedra Lunar. | Amarillo          |

### Poké Balls de la tercera generación
| Poké Ball   | Hispanoamérica                | Inglés       | Descripción |
| ----------- | ----------------------------- | ------------ | --- |
| Buceo Ball  | Bola Buceo                    | Dive Ball    | Funciona mejor con los Pokémon del fondo del mar, o zonas de agua en Espada y Escudo.                                                               |
| Lujo Ball   | Bola de Lujo                  | Luxury Ball  | Hace a los Pokémon más simpáticos porque es muy acogedora.                                                                                          |
| Nido Ball   | Bola Nido                     | Nest Ball    | Funciona mejor con los Pokémon de menor nivel. |
| Malla Ball  | Bola de Red                   | Net Ball     | Funciona bien con los Pokémon de tipo Agua y Bicho.                                                                                                 |
| Honor Ball  | Bola de Honor                 | Premier Ball | Es igual de eficaz que la Poké Ball estándar, obtenible en Espada y Escudo al comprar 10 Poké Ball de cualquier tipo. Se hizo para conmemorar algo. |
| Acopio Ball | Bola de repetición            | Repeat Ball  | Hace fácil capturar Pokémon capturados previamente.                                                                                                 |
| Turno Ball  | Bola de tiempo o cronométrica | Timer Ball   | Funciona mejor al avanzar el combate, a medida que avanzan los turnos la probabilidad de captura aumenta.                                           |

Poké Balls de la cuarta generación en adelante
| Poké Ball   | Hispanoamérica | Inglés       | Descripción |
| ----------- | -------------- | ------------ | --- |
| Sana Ball   | Sana Bola      | Heal Ball    | Sana los puntos de salud y poder, así como cualquier problema de estado (parálisis, veneno, etc) al Pokémon luego de ser capturado. |
| Ocaso Ball  | Bola Ocaso     | Dusk Ball    | Funciona mejor por la noche y en lugares oscuros.                                                                                   |
| Veloz Ball  | Bola Rápida    | Quick Ball   | Funciona de forma ideal en el primer turno del combate.                                                                             |
| Parque Ball | Parque Bola    | Park Ball    | De uso exclusivo en el Parque Compi.                                                                                                |
| Gloria Ball | Bola preciosa  | Cherish ball | Procedentes de haber sido entregado por evento.                                                                                     |

Poké Balls de la séptima generación
| Poké Ball | Hispanoamérica | Inglés     | Descripción                           |
| --------- | -------------- | ---------- | ------------------------------------- |
| Ente ball | Entebola       | Beast ball | De uso exclusivo para las ultraentes. |

### Poké Balls conseguidas en eventos especiales
| Poké Ball    | Hispanoamérica | Inglés       | Descripción |
| Safari Ball  | Bola Safari    | Safari Ball  | Sólo se puede usar en la Zona Safari de Kanto, Johto, Hoenn y el "Gran Pantano"Sinnoh. |
| Parque Ball  | Bola de Parque | Park Ball    | Sólo usadas en el Parque Nacional de Johto y el Parque Compi de Sinnoh. En el Parque Compi tiene el mismo efecto que una Master Ball. |
| Gloria Ball  | Bola Gloriosa  | Cherish Ball | Poké Ball en la que han sido atrapados Pokémon de evento, cuyo efecto es desconocido ya que no están en ventas en ningún juego. A través de esta Poké Ball nos damos cuenta si el Pokémon es de evento o no. Por defecto, según la programación interna del juego; su función, si estuviera a la venta, sería la misma que la de una Honor Ball.                         |
| Ensueño Ball | Bola de Sueño  | Dream Ball   | Poké Ball usada exclusivamente en la Zona Nexo de Pokémon Blanco/Negro y Pokémon Blanco 2/Negro 2. Aparece directamente en la mochila al entrar en el bosque de la Zona Nexo si previamente se actualizaron los datos mediante el uso de Pokémon Dream World y se enviaron datos de un Pokémon que haya pedido un deseo. El uso de esta Ball equivale a una Master Ball. |

### En la serie anime
A excepción de las Poké Ball hechas con Apricorns, rara vez se muestra en la serie una Poké Ball diferente a la estándar. Una Poké Ball especial y diferente presente en la serie fue la Poké Ball GS/GS Ball, una misteriosa Poké Ball dorada que recibe el protagonista Ash Ketchum del Profesor Oak para ser estudiada por un experto artesano de Poké Balls, luego de que Ash realizara la encomienda no se supo más acerca de ella, por lo que diversos fanes hicieron teorías y rumores al respecto, no obstante Masamitsu Hidaka, guionista de la serie, respondió años después que la Poké Ball GS/GS Ball contenía a Celebi, un Pokémon legendario que tendría protagonismo en la temporada siguiente, pero que al final se decidió olvidar esa trama de la Poké Ball GS/GS Ball y realizar una película sobre Celebi. Esta Poké Ball estaba disponible como objeto clave en el videojuego Pokémon Crystal, pero era obtenible solo mediante un evento especial solo disponible en Japón, dicho objeto clave permitía la aparición de Celebi dentro del videojuego.